# Baganaha
Baganaha (nep. बगनाह) – gaun wikas samiti w zachodniej części Nepalu w strefie Bheri w dystrykcie Bardiya. Według nepalskiego spisu powszechnego z 2001 roku liczył on 1645 gospodarstw domowych i 11728 mieszkańców (5768 kobiet i 5960 mężczyzn).